# 35137 Meudon
35137 Meudon è un asteroide della fascia principale. Scoperto nel 1992, presenta un'orbita caratterizzata da un semiasse maggiore pari a 2,4017726 UA e da un'eccentricità di 0,1577993, inclinata di 3,18309° rispetto all'eclittica.